# Rayon de Schwarzschild
« demi-rayon de Schwarzschild » et « rayon gravitationnel » redirigent ici. Pour les autres significations, voir rayon et Schwarzschild.
En physique et en astronomie, le rayon de Schwarzschild est le rayon de l'horizon d'un trou noir de Schwarzschild, lequel est un trou noir dont la charge électrique et le moment cinétique sont nuls. Cela signifie qu'en dessous de ce rayon tous les photons (circulant à la vitesse de la lumière) ont (en oubliant qu'on est dans un cadre relativiste) des trajectoires elliptiques et ne peuvent s'échapper.
Par extension, c'est une longueur intervenant dans la description relativiste du champ gravitationnel créé par une distribution de masse à symétrie sphérique.
Il peut être défini, en première approximation, comme le rayon d'une sphère à partir duquel la masse de l'objet est tellement compacte que la vitesse de libération est égale à la vitesse de la lumière dans le vide, de sorte que la lumière elle-même ne peut s'en échapper.
Il entre dans la définition du trou noir, modélisé par Karl Schwarzschild. En effet, si le rayon de la distribution de masse de l'objet considéré est inférieur au rayon de Schwarzschild, l'objet considéré est un trou noir dont l'horizon est la sphère de rayon égal au rayon de Schwarzschild.

## Mise en évidence
L'éponyme,, du rayon de Schwarzschild est l'astronome allemand Karl Schwarzschild (1873-1916) qui l'a mis en évidence, fin 1915,, en apportant la première solution exacte à l'équation d'Einstein. Cette solution, appelée métrique de Schwarzschild, correspond au champ gravitationnel extérieur à une distribution sphérique de masse dans le vide. Elle s'est avérée ultérieurement décrire un trou noir.
Le rayon de Schwarzschild est une des deux singularités non-triviales de la métrique,.

## Désignation
Le rayon de Schwarzschild est appelé rayon parce qu'il est associé à la coordonnée radiale r du système de coordonnées de Schwarzschild et qu'il a la dimension d'une longueur,. Mais, dans le cas d'un trou noir, il ne doit pas être interprété comme la distance qui sépare la singularité de l'horizon,.
Le rayon de Schwarzschild est aussi connu comme le rayon gravitationnel mais cette même expression sert également à désigner la moitié du rayon de Schwarzschild.
Il est aussi appelé la singularité de Schwarzschild, car il est une des singularités de la métrique.

## Notation
Le rayon de Schwarzschild est couramment noté {\displaystyle R_{\mathrm {S} }},.

## Expression
En unités usuelles, il est défini par, :
{\displaystyle R_{\mathrm {S} }\equiv {\frac {2GM}{c^{2}}}},
où :
- {\displaystyle R_{\mathrm {S} }} est le rayon de Schwarzschild, en mètre ;
- {\displaystyle G} est la constante gravitationnelle, en mètre cube par kilogramme par seconde au carré ;
- {\displaystyle M} est la masse de l'objet, en kilogramme ;
- {\displaystyle c} est la vitesse de la lumière dans le vide, en mètre par seconde.

En unités géométriques, il est donné par, :
{\displaystyle R_{\mathrm {S} }=2m},
avec :
{\displaystyle m={\frac {GM}{c^{2}}}}.
Le rayon de Schwarzschild est ainsi proportionnel à la masse de l'objet : {\displaystyle R_{\mathrm {S} }\propto {M}}.
La constante gravitationnelle {\displaystyle G} et la vitesse de la lumière dans le vide {\displaystyle c} sont deux constantes physiques :
- {\displaystyle G=} 6,674 30(15) × 10−11 m3 kg−1 s−2 (valeur standard actuelle selon CODATA 2018) ;
- {\displaystyle c=} 2,997 924 58 × 108 m/s.

Par suite :
{\displaystyle {\frac {2G}{c^{2}}}=} 1,485 23(3) × 10−27 m/kg
Et :
{\displaystyle R_{s}=M\times } 1,485 23(3) × 10−27 m/kg

Soit donc
- {\displaystyle R_{s}=a\times M}

- avec {\displaystyle a=1{,}48523\times 10^{-27}.}

### Masse volumique moyenne de l'astre contenu dans le volume de Schwarzschild
La masse volumique moyenne {\displaystyle r} de l'astre de masse {\displaystyle M} contenu dans la sphère de rayon {\displaystyle R_{s}}
- {\displaystyle r={\frac {b}{M^{2}}}}

- avec {\displaystyle b=7,28669\times 10^{79}}

On peut voir ainsi que :
- plus le trou noir est massif, plus sa masse volumique moyenne est faible
- a contrario, plus la masse du trou noir est faible, plus sa densité est élevée

Ainsi :
- la masse d'un trou noir d'une densité de 1 000 kg/m3 (celle de l'eau), est égale à 2,699 387 × 1038 kg, soit environ 135 millions de fois la masse du Soleil
- la masse d'un trou noir de masse volumique voisine de celle des noyaux des atomes, soit 2,3 × 1017 kg/m3,est de 3,168 1 × 1031 kg, soit environ 16 fois la masse du Soleil

### Pesanteur au niveau de l'horizon du trou noir
- {\displaystyle g=G\times {\frac {M}{R_{s}^{2}}}={\frac {G}{a^{2}}}\times {\frac {1}{M}}}

- {\displaystyle g={\frac {p}{M}}} m/s2 ; avec {\displaystyle p=3,02565\times 10^{43}}[Quoi ?]

Plus la masse du trou noir est élevée, d'autant moindre est la pesanteur au niveau de l'horizon du trou noir.
- dans le cas du trou noir de densité moyenne = 1 et de masse 2,663 87 × 1038 kg, l'accélération vaut (3,025 65 × 1043)/(2,663 87 × 1038) = 1,135 8 × 105 m/s2 ; soit près de 11 600 fois la pesanteur terrestre
- dans le cas du trou noir de masse volumique moyenne égale à celle du noyau des atomes, de masse 3,168 1 × 1031 kg, l'accélération vaut (3,025 65 × 1043)/(3,168 1 × 1031) = 9,550 4 × 1011 m/s2, soit près de 1011 fois la pesanteur terrestre.

Ces valeurs considérables attestent que la matière contenue dans les trous noirs ci-dessus est soumise à des pressions gigantesques[Quoi ?].

## Dimension
En analyse dimensionnelle, le rayon de Schwarzschild a la dimension d'une longueur :
{\displaystyle [R_{s}]=L}.

## Valeur approchée
La valeur approchée du rayon de Schwarzschild est obtenue par :
{\displaystyle {\begin{aligned}R_{s}&\approx {\frac {M}{M_{\odot }}}\times 2\,953{,}1\;(\pm 0,3)\;{\text{m}}\\&\approx {\frac {M}{10^{9}M_{\odot }}}\times 19{,}7405\;(\pm 0{,}002)\;{\text{UA}}\end{aligned}}}
où :
- {\displaystyle M} est la masse de l'objet ;
- {\displaystyle {M_{\odot }}} est la masse du Soleil ;
- {\displaystyle {\text{UA}}} est l’unité astronomique.

Donc, approximativement, une masse solaire correspond à 3 km de rayon et un milliard de masses solaires correspond à 20 UA de rayon (soit à peu près l’orbite d’Uranus).

## Explication
À la fin du XVIIIe siècle, dans le cadre de la théorie corpusculaire de la lumière d'Isaac Newton (1643-1727), John Michell (1724-1793) dès 1783, puis Pierre-Simon de Laplace (1749-1827), en 1796 , ont tous deux obtenu le rayon critique 2GM / c2 en s'appuyant sur les lois newtoniennes du mouvement et de la gravitation et le principe d'équivalence, et en considérant, d'une part, que nul objet ne peut s'échapper d'un corps si sa vitesse est inférieure à √2GM / R et, d'autre part, que la lumière se propage dans le vide à une vitesse c finie. C'est cette approche qui est exposée ci-après.
Pour un objet placé dans un champ de gravité d'un corps, la vitesse de libération, notée {\displaystyle v_{L}} et exprimée en m/s, est obtenue par :
{\displaystyle v_{L}={\sqrt {\frac {2GM}{D}}}},
où :
- {\displaystyle G} est la constante gravitationnelle ;
- {\displaystyle M} est la masse du corps, exprimée en kilogrammes (kg) ;
- {\displaystyle D} est la distance de l'objet au centre du corps, exprimée en mètres (m).

Cette valeur s'obtient en deux temps :
1) On dit que, pour un satellite, il y a équilibre entre la force centrifuge et l'attraction de l'astre central de masse M : on obtient une « vitesse de satellisation » {\displaystyle v} qui est indépendante de la masse du satellite. {\displaystyle D\cdot v^{2}=G\cdot M} et {\displaystyle v} dépend de {\displaystyle D} (voir les lois de Kepler).
2) Pour définir la vitesse de libération {\displaystyle V_{L}}, on recherche l'énergie cinétique requise pour s'échapper de l'attraction de l'astre central. Pour ce faire, on intègre, entre {\displaystyle D} et l'infini, la valeur de cette énergie cinétique à la distance {\displaystyle D}. On obtient {\displaystyle V_{L}^{2}\cdot D=2\cdot G\cdot M}. Ici non plus, la masse du satellite n'intervient pas et {\displaystyle V_{L}^{2}=2\cdot v_{D}^{2}} où {\displaystyle v_{D}} est la vitesse de satellisation à la distance {\displaystyle D}.
Considérons maintenant un objet (satellite) placé à la surface de cette sphère centrale de rayon {\displaystyle R}, alors :
{\displaystyle v_{L}={\sqrt {\frac {2GM}{R}}}}.
Recherchons la valeur de {\displaystyle R} pour {\displaystyle v_{L}=c}.
{\displaystyle c={\sqrt {\frac {2GM}{R}}}\Leftrightarrow c^{2}={\frac {2GM}{R}}\Leftrightarrow R={\frac {2GM}{c^{2}}}}
Il est le rayon critique prévu par la géométrie de Schwarzschild : si une étoile ou tout autre objet atteint un rayon égal ou inférieur à son rayon de Schwarzschild (qui dépend de sa masse), alors elle devient un trou noir, et tout objet s'approchant à une distance de celui-ci inférieure au rayon de Schwarzschild ne pourra s'en échapper.

## Notions connexes

### Paramètre gravitationnel standard
Le rayon de Schwarzschild est lié au paramètre gravitationnel standard, noté {\displaystyle \mu } et égal au produit de la constante gravitationnelle {\displaystyle G} par la masse {\displaystyle M} de l'objet, soit : {\displaystyle \mu =GM}.
En effet, {\displaystyle R_{s}={\frac {2GM}{c^{2}}}={\frac {2}{c^{2}}}\times {GM}={\frac {2}{c^{2}}}\times {\mu }}.

### Masse de Planck
La masse de Planck, notée {\displaystyle m_{P}}, est, par définition, la masse pour laquelle le rayon de Schwarzschild et la longueur d'onde de Compton, notée {\displaystyle \lambda _{C}}, sont égaux à la longueur de Planck, notée {\displaystyle \ell _{P}}.

### Masse linéique de Planck
La masse linéique de Planck normalisée est celle d'un trou noir de Schwarzschild de diamètre quelconque.
{\displaystyle 2\;R_{s}={\frac {4G}{c^{2}}}\;M}
Ce même facteur {\displaystyle {\frac {4GM}{c^{2}}}} intervient dans de nombreuses autres quantités en relativité générale. Par exemple, le rayon minimal d'une orbite circulaire stable autour d'un objet est {\displaystyle {\frac {6GM}{c^{2}}}=3R_{s}} : si un objet orbite à moins de trois rayons de Schwarzschild d'un autre, il entrera en collision avec la surface (ou sera avalé dans le cas d'un trou noir).

## Définition et calcul
Le terme rayon de Schwarzschild est utilisé en physique et en astronomie pour donner un ordre de grandeur de la taille caractéristique à laquelle des effets de relativité générale deviennent nécessaires pour la description d'objets d'une masse donnée. 
Les seuls objets qui ne sont pas des trous noirs et dont la taille est du même ordre que leur rayon de Schwarzschild sont les étoiles à neutrons (ou pulsars), ainsi que, curieusement, l'Univers observable en son entier.
Les distorsions de l'espace-temps au voisinage d'un trou noir rendent le concept de distance un peu subtil. Le terme de rayon de Schwarzschild se réfère en fait au rayon que l'on associerait à un objet d'une circonférence donnée en géométrie euclidienne : il n'est pas possible de mesurer le rayon d'un trou noir en le traversant (puisque rien ne peut s'en échapper), il est par contre possible d'en mesurer la circonférence en faisant le tour sans y pénétrer.
Ce rayon est de ce fait appelé horizon du trou noir (on ne peut voir ce qui se passe à l'intérieur). Le rayon de Schwarzschild est proportionnel à la masse de celui-ci.

### Calcul classique
Un calcul de la vitesse de libération de la lumière utilisant uniquement les équations de Newton avait été fait dès 1784 par John Michell.
En mécanique newtonienne, l'énergie cinétique d'un corps en orbite autour du trou noir est donnée par :
{\displaystyle E_{cin}={\frac {1}{2}}mv^{2}},
et son énergie potentielle par :
{\displaystyle E_{pot}={\frac {GMm}{R}}},
où :
- {\displaystyle G} est la constante de gravitation,
- {\displaystyle M} la masse du trou noir,
- {\displaystyle m} la masse du corps,
- {\displaystyle v} sa vitesse,
- {\displaystyle R} leur distance.

Si l'énergie potentielle est supérieure à l'énergie cinétique, le corps en orbite ne peut pas s'échapper. En égalisant ces énergies dans le cas d'un corps se déplaçant à la vitesse de la lumière, on obtient :
{\displaystyle R_{s}={\frac {2GM}{c^{2}}}\approx {\frac {M}{M_{\odot }}}\times 2\,953\;{\rm {m{\grave {e}}tres}},}
où {\displaystyle R_{s}} est le rayon de Schwarzschild en mètres, {\displaystyle M_{\odot }} la masse du Soleil et {\displaystyle c} la vitesse de la lumière. Toute particule (y compris la lumière) se trouvant à une distance inférieure à {\displaystyle R_{s}} du trou noir ne peut pas avoir suffisamment d'énergie cinétique pour se libérer de son influence. La valeur exacte de ce rayon est modifiée dans le cas où l'objet considéré possède une charge électrique non nulle ou un moment cinétique. En pratique, seul le moment cinétique joue un rôle, la charge électrique étant négligeable dans toutes les configurations où des trous noirs sont produits, mais dans tous les cas, le rayon de Schwarzschild exprimé en kilomètres est de l'ordre de trois fois la masse de l'objet considéré exprimée en masses solaires.

### Calcul relativiste
Le rayon de Schwarzschild est défini par la valeur au-delà de laquelle la métrique de Schwarzschild devient valide et définit un espace-temps de Schwarzschild.
Dans ce système de coordonnées sphériques, la métrique de Schwarzschild a la forme :
{\displaystyle {\begin{aligned}\mathrm {d} s^{2}=-\left(1-{\frac {R_{\mathrm {S} }}{r}}\right)c^{2}\mathrm {d} t^{2}+\left(1-{\frac {R_{\mathrm {S} }}{r}}\right)^{-1}\mathrm {d} r^{2}+r^{2}\mathrm {d} \Omega ^{2},\end{aligned}}}
{\displaystyle R_{\mathrm {S} }={\frac {2GM}{c^{2}}}} est le rayon de Schwarzschild associé à l'objet massif, qui est la valeur où la métrique devient invalide (intervalle d'espace-temps infini) et représente de ce fait un horizon pour cette métrique.
L'espace-temps de Schwarzschild est une variété d'espace-temps dont la topologie, définie à partir du domaine de validité de la métrique pour {\displaystyle M>0}, est le produit :
{\displaystyle \left(\mathbb {R} ^{3}\cap \left\{r>a>{\frac {2GM}{c^{2}}}\right\}\right)\times \mathbb {R} \cong S^{2}\times \mathbb {R} _{+}\times \mathbb {R} },
où {\displaystyle a} est le rayon du corps de masse {\displaystyle M}.

## Rayon de Schwarzschild des objets astronomiques
Le rayon de l'horizon d'un trou noir de Kerr extrémal est égal à la moitié du rayon de Schwarzschild.
Du fait de la petitesse de la quantité {\displaystyle {\frac {G}{c^{2}}}} dans les unités usuelles, le rayon de Schwarzschild d'un objet astrophysique est très petit : pour la masse de la Terre, il est de seulement 8,9 millimètres. Puisque le rayon moyen de la Terre est d'environ 6 370 kilomètres, la Terre devrait être comprimée jusqu'à atteindre 4 × 1026 fois sa densité actuelle avant de pouvoir s'effondrer en un trou noir. La masse volumique de l'objet ainsi formé soit 2 × 1027 g/cm3 serait très supérieure à celle du noyau des atomes (valeur typique 2 × 1017 g/cm3). Il n'est pas facile de former des trous noirs de faible masse.
Un trou noir stellaire typique a un rayon qui se compte en dizaines de kilomètres. Pour un objet de la masse du Soleil, le rayon de Schwarzschild est d'environ 2,95 kilomètres, ce qui est bien inférieur aux 700 000 kilomètres du rayon actuel du Soleil. Le rayon de Schwarzschild du Soleil est également sensiblement plus petit que le rayon que le Soleil aura après avoir épuisé son carburant nucléaire, soit plusieurs milliers de kilomètres quand il sera devenu une naine blanche. Des étoiles plus massives peuvent cependant s'effondrer en trous noirs à la fin de leur vie. Dans le cas d'un trou noir supermassif, du genre de ceux que l'on trouve au centre de nombreuses galaxies, le trou noir a une masse de quelques millions à plusieurs milliards de masses solaires, pour un rayon de plusieurs millions à plusieurs milliards de kilomètres, soit moins que la taille de l'orbite de Neptune. Cette petite taille rend difficile la détection directe des trous noirs, faute d'une résolution angulaire suffisante. Il reste cependant possible d'imager directement le trou noir central de notre Galaxie par des méthodes d'interférométrie à très longue base (VLBI). D'éventuels trous noirs primordiaux, de très faible masse (quelques milliards de tonnes) pourraient éventuellement exister. De tels trous noirs seraient de taille microscopique, et ne seraient détectables que par leur rayonnement, résultant du phénomène d'évaporation des trous noirs.

## Utilisations
Le rayon de Schwarzschild apparaît dans l'expression de nombreux effets relativistes, tels que l'avance du périhélie ou l'effet Shapiro.